# Saben Lee
Saben Anthonia Lee (Missouri, 23 de junho de 1999) é um jogador norte-americano de basquete profissional que atualmente joga pelo Olympiacos Piraeus que disputa a GBL (Grécia) e a Euroliga
Ele jogou basquete universitário em Vanderbilt e foi selecionado pelo Utah Jazz como a 38ª escolha geral no Draft da NBA de 2020.

## Início da vida e carreira no ensino médio
Lee cresceu em Phoenix, Arizona, e estudou na Corona del Sol High School em Tempe, Arizona. Ele jogou no time de calouros e foi um reserva no time do colégio em seu segundo ano. Em seu terceiro ano, Lee foi nomeado para a Primeira-Equipe do Estado após ter médias de 18 pontos, cinco rebotes e três assistências.
Lee se comprometeu a jogar basquete universitário na Universidade de Vanderbilt, rejeitando as ofertas de Louisville, Stanford, Flórida State e Nebraska.
Em seu último ano, ele foi novamente nomeado para a Primeira-Equipe do Estado e marcou 39 pontos contra Cesar Chavez High School na semifinal estadual. Na final, eles perderam para o Basha High School.

## Carreira universitária
Lee foi o armador titular de Vanderbilt como calouro e teve médias de 10,6 pontos, 3,1 assistências e 1,2 roubos de bola. Em seu segundo ano, ele teve médias de 12,7 pontos, 3,3 rebotes, 3,8 assistências e 1,0 roubos de bola. Em seu terceiro ano, ele teve médias de 18,6 pontos, 3,5 rebotes, 4,2 assistências e 1,5 roubos de bola e foi nomeado para a Segunda-Equipe da SEC pela Associated Press. Ele marcou 38 pontos, o recorde de sua carreira, em 3 de março de 2020 em uma vitória por 87-79 sobre Alabama.
Após o final da sua terceira temporada, Lee declarou-se para o Draft da NBA de 2020.
Em 1º de maio, ele anunciou que estava assinando com um agente e renunciando à sua última temporada de elegibilidade universitária.

## Carreira profissional

### Detroit Pistons (2020–2022)
Lee foi selecionado pelo Utah Jazz como a 38ª escolha geral no draft da NBA de 2020 e foi posteriormente negociado com o Detroit Pistons em 22 de novembro de 2020.
Em 1º de dezembro de 2020, Lee assinou um contrato de mão dupla com os Pistons e com seu afiliado da G-League, o Motor City Cruise. Em 1º de novembro de 2021, Lee foi designado para o Motor City Cruise.

### Raptores 905 (2022)
Em 26 de setembro de 2022, Lee foi negociado, junto com com Kelly Olynyk, para o Utah Jazz em troca de Bojan Bogdanović. Em 9 de outubro de 2022, ele foi dispensado e se juntou ao Raptors 905 da G-League.

### Philadelphia 76ers (2022–Presente)
Em 23 de novembro de 2022, Lee assinou um contrato com o Philadelphia 76ers, substituindo Michael Foster em um contrato de mão dupla.

## Estatísticas da carreira

### NBA

#### Temporada regular
| Ano      | Equipe   | PJ | PT | MPJ  | AP   | 3P   | LL   | RT  | AS  | BR  | TO | PPJ |
| -------- | -------- | -- | -- | ---- | ---- | ---- | ---- | --- | --- | --- | -- | --- |
| 2020–21  | Detroit  | 48 | 7  | 16.3 | .471 | .348 | .685 | 2.0 | 3.6 | .7  | .3 | 5.6 |
| 2021–22  | Detroit  | 37 | 0  | 16.3 | .390 | .233 | .789 | 2.4 | 2.9 | 1.0 | .3 | 5.6 |
| Carreira | Carreira | 85 | 7  | 16.3 | .430 | .290 | .737 | 2.2 | 3.2 | .8  | .3 | 5.6 |

### Universitário
| Ano      | Equipe     | PJ | PT | MPJ  | AP   | 3P   | LL   | RT  | AS  | BR  | TO | PPJ  |
| -------- | ---------- | -- | -- | ---- | ---- | ---- | ---- | --- | --- | --- | -- | ---- |
| 2017–18  | Vanderbilt | 32 | 29 | 26.8 | .462 | .307 | .726 | 3.0 | 3.1 | 1.2 | .2 | 10.6 |
| 2018–19  | Vanderbilt | 32 | 32 | 32.6 | .460 | .362 | .675 | 3.3 | 3.8 | 1.0 | .2 | 12.7 |
| 2019–20  | Vanderbilt | 32 | 17 | 32.9 | .483 | .322 | .752 | 3.5 | 4.2 | 1.5 | .3 | 18.6 |
| Carreira | Carreira   | 96 | 78 | 30.7 | .468 | .330 | .717 | 3.2 | 3.7 | 1.2 | .2 | 13.9 |

Fonte: